# Bulbine
Genre
Classification phylogénétique
Synonymes
- Blephanthera Raf. (1836)
- Nemopogon Raf. (1837)
- Phalangium Möhring ex Kuntze (1891) nom. illeg.
- Bulbinopsis Borzí (1897) [1]

Bulbine est un genre de plantes de la famille des Liliaceae selon la classification classique ou des Asphodelaceae selon la classification phylogénétique. Bien que le nom de Bulbine vienne du latin bulba, bulbe, la plupart des espèces de ce genre n'en ont pas.
La plupart de ces espèces sont originaires de la région du Cap en Afrique du Sud ou d'Australie (espèces qui étaient auparavant regroupées dans le genre Bulbinopsis). Toutes les espèces sauf Bulbine frutescens sont très sensibles au gel.

## Description
Ce sont des plantes vivaces herbacées, de nombreuses espèces sont succulentes. Certaines espèces produisent des rhizomes ou des tubercules. Les feuilles sessiles, glabres, à nervures parallèles, souvent lancéolées sont regroupées à la base de la plante. Les bords peuvent être lisses ou dentelées.
Les fleurs ont six tépales, six étamines. Les trois carpelles sont fondus en un seul ovaire. Le fruit est une gousse triangulaire avec des graines qui sont ailées dans certaines espèces.

## Liste d'espèces
- Bulbine abyssinica A.Rich.
- Bulbine acaulis L.
- Bulbine adnutans Schult.
- Bulbine alata Baijnath
- Bulbine alooides Willd.
- Bulbine alveolata S.A.Hammer
- Bulbine bulbosa (R.Br.) Haw.
- Bulbine caulescens L. ex Steud.
- Bulbine caput-medusae, G.Will.
- Bulbine cepacea (Burm.f.) Wijnands
- Bulbine diphylla Schltr. ex Poelln.
- Bulbine francescae G.Will. & Baijnath
- Bulbine frutescens Willd.
- Bulbine lagopus (Thunb.) N.E.Br.
- Bulbine namaensis Schinz
- Bulbine narcissifolia Salm-Dyck
- Bulbine natalensis Baker
- Bulbine nutans Zeyh. ex Baker
- Bulbine patersoniae Schönland
- Bulbine seineri Engl. & Krause
- Bulbine semibarbata (R.Br.) Haw.
- Bulbine stenophylla Verd.
- Bulbine xanthobotrys Engl. & Gilg